# Campeonato Nacional de Futebol de Praia de 2014
O Campeonato Nacional de 2014 é a 5ª edição da Campeonato de Elite de Futebol de Praia, desde que a prova é organizada pela FPF e o 11º torneio nacional de futebol de praia. A fase final da competição será disputada na praia de Espinho, entre os dias 28 e 31 de Agosto.

## Formato
Este formato consiste em duas fases de grupos, terminando numa fase final. Os jogos são normalmente disputados durante o fim de semana. Todos as fases são disputadas a uma só mão.
Na 1ª fase os 28 participantes são distribuídos por 4 zonas geográficas: 2 com 6 equipas e 2 com 8, apurando–se as 4 equipas mais bem classificadas.
Na 2ª fase as equipas são re–agrupadas por em 4 zonas de 4 equipas, sendo que o 1º e 4º classificado de cada zona, mantêm a praia–sede, ao qual se juntam o 2º e 3º classificados da zona mais próxima. Apura,–se as duas equipas mais bem classificada para a fase final. Tal como a ronda anterior, cada grupo realiza–se numa praia previamente determinada.

## 1ª Fase
Fase realizada entre 7 de Junho e 6 de Julho.
| Legenda              |
| -------------------- |
| Qualificados 2ª Fase |

### Zona Norte
Jogos disputados na Praia da Apúlia em Esposende.
| Equipa               | J | V | V+ | D | GM | GS | DG  | Pts |
| -------------------- | - | - | -- | - | -- | -- | --- | --- |
| SC Braga             | 5 | 4 | 0  | 1 | 40 | 13 | +27 | 12  |
| Leixões SC           | 5 | 3 | 1  | 1 | 26 | 19 | +7  | 11  |
| Vitória de Guimarães | 5 | 3 | 0  | 2 | 22 | 14 | +8  | 9   |
| Academia Elite       | 5 | 3 | 0  | 2 | 23 | 27 | -4  | 9   |
| ADC São Jacinto      | 5 | 1 | 0  | 4 | 17 | 31 | -6  | 3   |
| Âncora Praia         | 5 | 0 | 0  | 5 | 5  | 15 | -10 | 0   |

|                 | BRA | LEIX | VSC | ACA | JAC | ANC  |
| --------------- | --- | ---- | --- | --- | --- | ---- |
| SC Braga        | –   |      |     |     | 9–1 | 14–1 |
| Leixões SC      | 3–8 | –    |     | 5–5 | 6–2 |      |
| Vitória SC      | 1–3 | 2–5  | –   |     |     |      |
| Academia Elite  | 3–3 |      | 1–3 | –   | 5–4 |      |
| ADC São Jacinto |     |      | 1–6 |     | –   | 9–5  |
| Âncora Praia    |     | 2–6  | 4–5 | 3–5 |     | –    |

- Nota: Vitória após empate no final do tempo regulamentar dá direito a 2 pontos apenas.

### Zona Centro
Jogos disputados na Praia da Nazaré.
| Equipa        | J | V | V+ | D | GM | GS | DG  | Pts |
| ------------- | - | - | -- | - | -- | -- | --- | --- |
| ACD Sótão     | 7 | 6 | 1  | 0 | 43 | 16 | +27 | 20  |
| Amigos Paz    | 7 | 6 | 0  | 1 | 41 | 12 | +29 | 18  |
| Porto Mendo   | 7 | 4 | 1  | 2 | 21 | 24 | -3  | 14  |
| UD Rossiense  | 7 | 3 | 1  | 3 | 27 | 27 | +0  | 11  |
| AD S. Romão   | 7 | 3 | 0  | 4 | 19 | 27 | -8  | 8   |
| Touring Mira  | 7 | 2 | 0  | 5 | 5  | 13 | -8  | 6   |
| Porto Alto    | 7 | 1 | 0  | 6 | 21 | 37 | -16 | 3   |
| Naval 1º Maio | 7 | 0 | 0  | 7 | 0  | 21 | -21 | 0   |

|             | SOT  | AMIG | P.MEN | ROS | ROM | TOU | P.ALT | NAV |
| ----------- | ---- | ---- | ----- | --- | --- | --- | ----- | --- |
| ACD Sótão   | –    |      |       |     | 9–3 | 3–0 | 5–2   | 3–0 |
| Amigos Paz  | 5–5  | –    | 5–0   | 6–3 |     |     |       | 3–0 |
| Porto Mendo | 2–11 |      | –     | 5–3 | 2–2 |     |       |     |
| Rossiense   | 4–6  |      |       | –   | 3–3 | 4–2 |       |     |
| São Romão   |      | 2–8  |       |     | –   | 3–0 | 3–2   | 3–0 |
| Touring     |      | 0–3  | 0–3   |     |     | –   | 8–5   |     |
| Porto Alto  |      | 1–11 | 3–4   | 5–6 |     |     | –     |     |
| Naval       |      |      | 0–3   | 0–3 |     | 0–3 | 0–3   | –   |

- Nota1: Vitória após empate no final do tempo regulamentar dá direito a 2 pontos apenas.
- Nota2: Desistências da Naval e Touring Praia de Mira (a meio da competição) punidas com derrotas por 3–0.

### Zona Lisboa
Jogos disputados no Ecoparque em São João da Talha, Loures.
| Equipa            | J | V | V+ | D | GM | GS | DG  | Pts |
| ----------------- | - | - | -- | - | -- | -- | --- | --- |
| CD Nacional       | 7 | 5 | 2  | 0 | 34 | 15 | +19 | 19  |
| Sporting CP       | 7 | 6 | 0  | 1 | 27 | 17 | +10 | 18  |
| GS Loures         | 7 | 4 | 0  | 3 | 23 | 13 | +10 | 12  |
| Belenenses        | 7 | 4 | 0  | 3 | 35 | 16 | +19 | 12  |
| Dramático Cascais | 7 | 2 | 1  | 4 | 27 | 38 | -11 | 8   |
| Venda Pinheiro    | 7 | 2 | 0  | 5 | 35 | 37 | -2  | 6   |
| Estoril-Praia     | 7 | 1 | 0  | 6 | 14 | 49 | -35 | 3   |
| Fut. Benfica      | 7 | 1 | 0  | 6 | 19 | 28 | -9  | 3   |

|              | NAC | SCP | LOU | BEL  | CAS | VPIN | FBEN | EST  |
| ------------ | --- | --- | --- | ---- | --- | ---- | ---- | ---- |
| Nacional     | –   |     | 4–2 | 3–3  | 8–3 |      |      | 6–2  |
| Sporting     | 1–2 | –   | 2–1 |      | 3–0 |      | 3–1  |      |
| GS Loures    |     |     | –   | 3–0  | 2–2 |      | 3–1  |      |
| Belenenses   |     | 2–4 |     | –    |     | 5–4  |      | 10–0 |
| D. Cascais   |     |     |     | 1–10 | –   |      | 3–5  | 9–3  |
| V. Pinheiro  | 1–6 | 7–8 | 3–5 |      | 7–8 | –    |      |      |
| Fut. Benfica | 3–3 |     |     | 2–5  |     | 4–5  | –    | 3–4  |
| Estoril      |     | 4–6 | 0–7 |      |     | 1–8  |      | –    |

- Nota: Vitória após empate no final do tempo regulamentar dá direito a 2 pontos apenas.

### Zona Sul
Jogos disputados na Praia do Ouro em Sesimbra. 
| Equipa               | J | V | V+ | D | GM | GS | DG  | Pts |
| -------------------- | - | - | -- | - | -- | -- | --- | --- |
| Vitória de Setúbal   | 5 | 3 | 1  | 1 | 33 | 21 | +12 | 11  |
| GD Sesimbra          | 5 | 3 | 0  | 2 | 27 | 24 | +3  | 9   |
| Charneca Da Caparica | 5 | 2 | 0  | 3 | 21 | 21 | +0  | 6   |
| Praia de Milfontes   | 5 | 2 | 0  | 3 | 24 | 25 | -1  | 6   |
| GD Alfarim           | 5 | 1 | 1  | 3 | 21 | 32 | -11 | 5   |
| Os Armacenenses      | 5 | 1 | 1  | 3 | 23 | 26 | -3  | 5   |

|              | VFC | SES | MILF | ARM | ALF | CAP |
| ------------ | --- | --- | ---- | --- | --- | --- |
| Vitória FC   | –   | 6–6 |      | 5–5 | 7–1 |     |
| Sesimbra     |     | –   |      |     | 7–7 | 6–4 |
| Milfontes    | 6–7 | 3–4 | –    |     | 5–4 |     |
| Armacenenses |     | 2–4 | 5–7  | –   |     |     |
| D Alfarim    |     |     |      | 7–6 | –   | 1–7 |
| C. Caparica  | 2–7 |     | 5–3  | 3–4 |     | –   |

- Nota: Vitória após empate no final do tempo regulamentar dá direito a 2 pontos apenas.

## 2ª Fase
| Legenda                 |
| ----------------------- |
| Qualificados Fase Final |

### Zona Norte
Jogos disputados na Praia da Apúlia em Esposende.
| Equipa         | J | V | V+ | D | GM | GS | DG  | Pts |
| -------------- | - | - | -- | - | -- | -- | --- | --- |
| SC Braga       | 3 | 3 | 0  | 0 | 23 | 5  | +18 | 9   |
| Amigos Paz     | 3 | 2 | 0  | 1 | 9  | 8  | +1  | 6   |
| Academia Elite | 3 | 1 | 0  | 2 | 13 | 21 | –8  | 3   |
| Porto Mendo    | 3 | 0 | 0  | 3 | 6  | 17 | -11 | 0   |

|                | BRA | AMG | POR | ACA  |
| -------------- | --- | --- | --- | ---- |
| SC Braga       | –   | 2–0 |     | 12–4 |
| Amigos Paz     |     | –   | 3–2 | 6–4  |
| Porto Mendo    | 1–9 |     | –   |      |
| Academia Elite |     |     | 5–3 | –    |

- Nota: Vitória após empate no final do tempo regulamentar dá direito a 2 pontos apenas.

### Zona Centro
Jogos disputados na Praia da Nazaré.
| Equipa               | J | V | V+ | D | GM | GS | DG | Pts |
| -------------------- | - | - | -- | - | -- | -- | -- | --- |
| ACD Sótão            | 3 | 2 | 1  | 0 | 21 | 16 | +6 | 8   |
| Leixões SC           | 3 | 2 | 0  | 1 | 15 | 14 | +1 | 6   |
| Vitória de Guimarães | 3 | 1 | 0  | 2 | 17 | 17 | 0  | 3   |
| UD Rossiense         | 3 | 0 | 0  | 3 | 9  | 16 | -7 | 0   |

|              | SOT | LEIX | VSC | ROS |
| ------------ | --- | ---- | --- | --- |
| ACD Sótão    | –   | 7–3  |     |     |
| Leixões SC   |     | –    |     | 7–4 |
| Vitória SC   | 8–8 | 3–5  | –   |     |
| UD Rossiense | 5–6 |      | 3–6 | –   |

- Nota: Vitória após empate no final do tempo regulamentar dá direito a 2 pontos apenas.

### Zona Lisboa
Jogos disputados no Ecoparque em São João da Talha, Loures.
| Equipa               | J | V | V+ | D | GM | GS | DG  | Pts |
| -------------------- | - | - | -- | - | -- | -- | --- | --- |
| Belenenses           | 3 | 2 | 1  | 0 | 15 | 9  | +6  | 8   |
| CD Nacional          | 3 | 2 | 0  | 1 | 15 | 14 | +1  | 6   |
| GD Sesimbra          | 3 | 1 | 0  | 2 | 18 | 12 | +6  | 3   |
| Charneca Da Caparica | 3 | 0 | 0  | 3 | 9  | 22 | -13 | 0   |

|                      | NAC | SES | CAP  | BEL |
| -------------------- | --- | --- | ---- | --- |
| CD Nacional          | –   | 6–5 |      |     |
| GD Sesimbra          |     | –   | 10–2 |     |
| Charneca Da Caparica | 3–7 |     | –    | 4–5 |
| Belenenses           | 6–2 | 3-3 |      | –   |

- Nota: Vitória após empate no final do tempo regulamentar dá direito a 2 pontos apenas.

### Zona Sul
Jogos disputados Praia do Ouro em Sesimbra. 
| Equipa             | J | V | V+ | D | GM | GS | DG  | Pts |
| ------------------ | - | - | -- | - | -- | -- | --- | --- |
| Sporting CP        | 3 | 3 | 0  | 0 | 15 | 5  | +10 | 9   |
| Vitória de Setúbal | 3 | 1 | 1  | 1 | 11 | 12 | –1  | 5   |
| Praia de Milfontes | 3 | 1 | 0  | 2 | 12 | 18 | -6  | 3   |
| GS Loures          | 3 | 0 | 0  | 3 | 9  | 12 | –3  | 0   |

|                    | VFC | SCP | LOU | MILF |
| ------------------ | --- | --- | --- | ---- |
| Vitória FC         | –   | 2–5 |     | 6–4  |
| Sporting CP        |     | –   | 3–1 | 7–2  |
| GS Loures          | 3–3 |     | –   |      |
| Praia de Milfontes |     |     | 6–5 | –    |

- Nota: Vitória após empate no final do tempo regulamentar dá direito a 2 pontos apenas.

## Fase Final
Jogos disputados na Praia da Baía, em Espinho.
| Legenda               |
| --------------------- |
| Apurados para a Final |
| Atribuição 3º/4º      |

### Grupo A
| Equipa             | J | V | V+ | D | GM | GS | DG  | Pts |
| ------------------ | - | - | -- | - | -- | -- | --- | --- |
| Sporting CP        | 3 | 3 | 0  | 0 | 16 | 7  | +9  | 9   |
| Leixões SC         | 3 | 2 | 0  | 1 | 13 | 11 | +2  | 6   |
| Belenenses         | 3 | 1 | 0  | 2 | 11 | 14 | -3  | 3   |
| Vitória de Setúbal | 3 | 0 | 0  | 3 | 3  | 13 | -10 | 0   |

|             | SCP | LEIX | VFC | BEL |
| ----------- | --- | ---- | --- | --- |
| Sporting CP | –   | 5-2  |     |     |
| Leixões SC  |     | –    | 4-1 |     |
| Vitória FC  | 5-1 |      | –   | 1-4 |
| Belenenses  | 2-6 | 5-7  |     | –   |

- Nota: Vitória após empate no final do tempo regulamentar dá direito a 2 pontos apenas.

### Grupo B
| Equipa      | J | V | V+ | D | GM | GS | DG  | Pts |
| ----------- | - | - | -- | - | -- | -- | --- | --- |
| SC Braga    | 3 | 3 | 0  | 0 | 18 | 6  | +12 | 9   |
| CD Nacional | 3 | 2 | 0  | 1 | 13 | 12 | +1  | 6   |
| Amigos Paz  | 3 | 1 | 0  | 2 | 11 | 15 | -4  | 3   |
| ACD Sótão   | 3 | 0 | 0  | 3 | 10 | 19 | -9  | 0   |

|             | BRA | AMG | POR | ACA |
| ----------- | --- | --- | --- | --- |
| SC Braga    | –   |     |     | 4-3 |
| Amigos Paz  | 1-5 | –   |     | 2-4 |
| CD Nacional | 2-9 |     | –   |     |
| ACD Sótão   |     | 6-8 | 1-7 | –   |

- Nota: Vitória após empate no final do tempo regulamentar dá direito a 2 pontos apenas.

### Atribuição 3º e 4º
| 31 de Agosto de 2014 | Leixões SC                                                                                                  | 6-8 | CD Nacional |  |
| 13:00                | Hugo Costa 5' · Artur Coelho 13' · Tiago Leite 18' · Artur Coelho 22' · Artur Coelho 25' · Artur Coelho 26' |     | 7' André Jasmins · 8' João Jasmins · 22' João Jasmins · 29' Ricardo Correia · 30' Lúcio Carmo · 31' André Jasmins · 33' João Jasmins · 34' João Jasmins |  |

### Final
| 31 de Agosto de 2014 | SC Braga                                                       | 4-2 | Sporting CP                    |  |
| 14:15                | Marco Silva 16' · Bruno Novo 22' · Bruno Novo 33' · Jordan 35' |     | 17' (gp) Belchior · 22' Madjer |  |

| Campeões Nacionais 2014 |
| ----------------------- |
| SC BRAGA 2º             |